# Falaye Sacko
Pour les articles homonymes, voir Sacko.
Falaye Sacko, né le 1er mai 1995 à Bamako au Mali, est un footballeur international malien qui évolue au poste d'arrière droit au Neftçi PFK.

## Biographie

### Carrière en club
Formé au Mali avec le club du Djoliba AC, Falaye Sacko découvre l'Europe en 2015 en signant avec le club hongrois de l'Újpest FC. Toutefois, il ne joue aucun match avec ce club. Il est par la suite prêté au club belge de Saint-Trond VV, mais ne fait qu'une seule apparition en Coupe de Belgique.
En janvier 2016, il signe avec le club portugais du Vitória Guimarães,. Il commence par jouer avec l'équipe réserve dans un premier temps. Il dispute son premier match avec l'équipe première le 31 mars 2017 sur la pelouse du CD Nacional (victoire 1-2). Il y découvre la coupe d'Europe, jouant son premier match de Ligue Europa le 1er août 2019 face à La Jeunesse d'Esch. Il débute titulaire et son équipe s'impose largement par quatre buts à zéro.
Le 31 janvier 2022, il est prêté sans option d'achat à l'AS Saint-Étienne. Sacko joue son premier match pour l'ASSE le 5 février 2022 contre le Montpellier HSC. Il est titularisé et les Verts l'emportent par trois buts à un. Alors qu'il s'est imposé dans le système défensif stéphanois et qu'il s'y montre performant, il est touché au ligament latéral interne du genou face à l'ESTAC (29e journée, 1-1) le 18 mars. Il retrouve les terrains pour les deux dernières journées de championnat puis les barrages de relégation. Lors de ces derniers, l'ASSE ne parvient pas à s'imposer face à l'AJ Auxerre et est reléguée en Ligue 2.
Le 1er juillet 2022, il est de nouveau prêté, cette fois au Montpellier HSC où il vient doubler le poste d'arrière droit, occupé par Arnaud Souquet. Le montant du prêt s'élève à 500 000 euros, assorti d'une option d'achat obligatoire s'élevant à 1,3 million d'euros. 
Sacko joue son premier match pour Montpellier le 7 août 2022, lors de la première journée de la saison 2022-2023 de Ligue 1 face à l'ES Troyes AC. Il est titularisé et son équipe s'impose par trois buts à deux.
Dans l'Hérault, il monte progressivement en puissance au fil de la saison et s'impose définitivement dans le onze de départ sous les ordres de Michel Der Zakarian. Il conclut la saison avec 35 apparitions en Ligue 1 dont 28 titularisations, pour un but inscrit (36e journée à Nantes, victoire 0-3) et trois passes décisives.
Le 10 août 2025, Falaye Sacko quitte Montpellier et rejoint le Neftçi PFK en Azerbaïdjan pour 2 saisons + 1 en option.

### En équipe nationale
Falaye Sacko honore sa première sélection avec le Mali lors d'un match des éliminatoires de la coupe du monde 2018 face au Gabon, le 11 novembre 2017. Il est titulaire ce jour-là et le match se solde par un score nul et vierge.
Il est à nouveau titularisé le 23 mars 2018 lors d'un match amical contre le Japon, rencontre qui se termine par un nul (1-1).
Il joue ensuite lors du second semestre 2018 quatre rencontres rentrant dans le cadre des éliminatoires de la Coupe d'Afrique des nations 2019.
Le 16 juin 2019, Falaye Sacko inscrit son premier but pour le Mali, en match amical face à l'Algérie mais son équipe s'incline tout de même sur le score de trois à deux. Il dispute sa première compétition internationale lors de la Coupe d'Afrique des nations 2019.
En décembre 2021, Sacko est retenu par le sélectionneur Mohamed Magassouba pour participer à la Coupe d'Afrique des nations 2021,. Le 2 janvier 2024, il est retenu dans la liste des vingt-sept joueurs maliens sélectionnés par Éric Chelle pour disputer la Coupe d'Afrique des nations 2023.